# Mythimna mollis
Mythimna mollis là một loài bướm đêm trong họ Noctuidae.